# Andrew Hurd
Andrew Hurd (Cambridge, 12 agosto 1982) è un nuotatore canadese.
Specializzato nello stile libero, ha partecipato alle Olimpiadi di Sydney 2000 e Atene 2004. 
Ha vinto la medaglia di bronzo con la staffetta 4x200sl ai Campionati mondiali di nuoto 2007.

## Palmarès
- Mondiali

Montreal 2005: argento nella 4x200m sl.
Melbourne 2007: bronzo nella 4x200m sl.
- Giochi PanPacifici

Victoria 2006: oro negli 800m sl e argento nella 4x200m sl.
- Giochi del Commonwealth

Melbourne 2006: argento nei 400m sl e nei 1500m sl.